# Tectaria barberi
Tectaria barberi är en ormbunkeart som först beskrevs av William Jackson Hooker, och fick sitt nu gällande namn av Edwin Bingham Copeland. Tectaria barberi ingår i släktet Tectaria och familjen Tectariaceae. Inga underarter finns listade.